# Servion
Servion je obec v západní (frankofonní) části Švýcarska, v kantonu Vaud, v okrese Lavaux-Oron. Žije zde přibližně 1 900 obyvatel.
Od 1. ledna 2012 je součástí Servionu také doposud samostatná obec Les Cullayes.

## Geografie
Servion leží v nadmořské výšce 752 m, vzdušnou čarou 3,5 km západně od Oron-la-Ville a 13 km severovýchodně od hlavního města kantonu, Lausanne. Obec s výrazně roztroušenou zástavbou se rozkládá na náhorní plošině a na potoce Carrouge východně od oblasti Jorat, ve střední části kantonu Vaud.
Území obce o rozloze 6,32 km² pokrývá část molasové výšiny mezi Joratem a horním tokem řeky Broye. Střední část území zaujímá široké údolí potoka Carrouge. Na severovýchodě se rozkládají kopce Servion (až 782 m n. m.) a východní hranice probíhá podél Parimbot, levého přítoku Broye. Na jihozápadě zasahuje území obce do lesní oblasti Bois de Villars, kde se nachází nejvyšší bod Servionu (855 m n. m.). Na jihu se katastr rozkládá až po výšinu Pra Donnabbé (722 m n. m.). V roce 1997 bylo 15 % rozlohy obce pokryto zastavěnou plochou, 24 % lesy a lesními porosty a 61 % zemědělstvím.
Servion zahrnuje několik center osídlení podél silnic, které protínají území obce, osadu rodinných domů Chez Favet (765 m n. m.) na kopci mezi potoky Carrouge a Parimbot a několik samostatných farem. Sousedními obcemi Servionu jsou Oron, Forel (Lavaux), Savigny, Montpreveyres, Jorat-Mézières v kantonu Vaud a Auboranges v kantonu Fribourg.

## Historie

Zkušební ropný vrt v Servionu (1940)

První zmínka o obci pochází z roku 1141 a zmiňuje název Salvion. Později se objevila řada dalších názvů: Salvium (1147), Sarviacum (1155), Sarvion (1236) a Sarvyon (1291). Místní jméno se odvozuje od galorománského rodového jména Salvius.
Ve středověku patřil Servion stejnojmennému šlechtickému rodu. Pozemky v obci vlastnilo také cisterciácké opatství Haut-Crêt. V roce 1259 se obec stala lénem Petra Savojského. Po dobytí Vaudu Bernem připadl Servion v roce 1557 bernskému panství Oron. Po pádu Staré konfederace patřila obec v letech 1798–1803 během Helvétské republiky ke kantonu Léman, který byl poté po vstupu v platnost mediační ústavy sloučen s kantonem Vaud. V roce 1798 byla přiřazena k okresu Oron.
Až do roku 1820 tvořily Servion a Ferlens jednu obec; teprve po oddělení Ferlens vznikly současné hranice obce. V roce 1938 byly v obci provedeny zkušební vrty na přítomnost ropy, které však byly neúspěšné.
Na počátku 21. století byl učiněn pokus o sloučení Servionu se sousedními obcemi Mézières, Montpreveyres a Les Cullayes, který však 15. ledna 2006 ztroskotal na těsném „ne“ obyvatel Montpreveyres. Ostatní tři obce hlasovaly pro sloučení. Sloučení obcí Servion a Les Cullayes bylo schváleno v referendu 28. listopadu 2010; právně závazným se stalo 1. ledna 2012.

## Obyvatelstvo
| Rok            | 1850 | 1900 | 1910 | 1930 | 1950 | 1960 | 1970 | 1980 | 1990 | 2000 |
| Počet obyvatel | 351  | 333  | 282  | 270  | 250  | 198  | 213  | 413  | 607  | 979  |

89,7 % obyvatel hovoří francouzsky, 4,0 % německy a 2,0 % italsky (stav v roce 2000). V roce 1900 žilo v Servionu celkem 333 obyvatel. Poté došlo v důsledku soustavného vystěhovalectví k poklesu na 198 obyvatel v roce 1960; od té doby počet obyvatel opět prudce vzrostl a během 40 let se zvýšil pětinásobně.

## Hospodářství
Až do druhé poloviny 20. století byl Servion vesnicí, v níž převažovalo zemědělství. Dnes hraje zemědělství a chov dobytka ve struktuře zaměstnanosti obyvatelstva jen malou roli. Četná další pracovní místa jsou k dispozici v místních drobných podnicích a především v sektoru služeb. V údolí Carrouge vznikl průmyslový areál. Usadily se zde firmy z oblasti stavebnictví, dopravy, pneumatiky, elektroniky a přesného strojírenství. Výstavba četných rodinných domů v posledních desetiletích také změnila obec v rezidenční obec. Mnoho pracujících proto dojíždí za prací převážně do Lausanne.

## Doprava
Obec má dobré dopravní spojení. Nachází se na hlavní silnici z Moudonu do Vevey. Servion je konečnou stanicí autobusové linky 65 společnosti Transports publics de la région Lausannoise, má tak přímé spojení s centrem kantonálního hlavního města. Obec je také obsluhována linkou Postbusu, která jezdí na trase Mézières – Oron-la-Ville.